# Alois Honěk
Alois Vincenc Honěk (25. října 1911, Děhylov (okres Opava) – 30. června 2002) byl český lékař, chirurg a traumatolog, a houslař.

## Život
Narodil v rodině truhláře a houslaře Aloise Hoňka. Na housle se začal učit již v osmi letech. V roce 1929, ještě jako student gymnázia, prezentoval houslařskému mistrovi Josefu Růžičkovi v Opavě svou závěrečnou práci, vlastní housle. Získal tak diplom mistra houslaře, který mu pak předal otec v den jeho osmnáctých narozenin, 25. října 1929.
Po skončení gymnázia se však profesionálním houslařem, jak si přál jeho otec, nestal. Začal studovat medicínu na Karlově Univerzitě v Praze. Po promoci v roce 1938 se rozhodl pro dráhu chirurga. Veškerý svůj volný čas věnoval výrobě houslí. Byl známý tím, že již od čtyř hodin ráno pracoval na svých nástrojích. Působil nejprve v Nemocnici Bulovka, několik let jako primář a ředitel Nemocnice v Karlových Varech a nakonec v Nemocnici Na Františku, kde byl dlouhá léta primářem chirurgického oddělení. V rámci politických procesů byl v roce 1954 uvězněn a nakonec propuštěn v roce 1956.
Výrobě smyčcových nástrojů a výzkumu výrobních technologií zasvětil celý svůj život a to až do věku 90 let. Zajímal se také o matematiku nebo historii. Se svou manželkou Hanou (MUDr. Hana Hoňková roz. Šmidrkalová) měli dva syny, starší doc. RNDr. Alois Honěk je vědec, entomolog, mladší doc. MUDr. Tomáš Honěk je lékař, kardiochirurg. Alois V. Honěk zemřel ve věku 90 let, 30. června 2002.
Jak sám rád říkal, jeho největším životním úspěchem nebyly samotné nástroje, ale to, že pro jejich kouzlo zapálil i svého syna a tři vnuky. Svěřil jim svá tajemství a naučil je, jak konstruovat mistrovské nástroje.[zdroj?]

## Hudební činnost
Jeho nástroje jsou velmi často vyzdvihovány za svou zvukovou kvalitu. Skrývá se za ní celoživotní touha po odhalení tajemství slavných italských mistrů z Cremony. Nad tajemstvím dokonalého nástroje začal bádat již v patnácti letech, kdy byl požádán o přeložení starého latinského spisu. Změť čísel a písmen tehdy nikomu nedávala velký smysl, bylo mu tedy povoleno, aby si pořídil vlastní opis. Teprve po desítkách let studia a konstrukci mnohých nástrojů dospěl ke svému vlastnímu modelu, ideálnímu tvaru nástroje. Díky znovuobjevení již zapomenutého tajemství konstrukce dosahují jeho housle, violy, violoncella a kontrabasy vysoké kvality.
Alois Honěk se také zabýval objektivním měřením tónové kvality nástrojů. Své poznatky o historii konstrukce smyčcových nástrojů a o objektivním měření jejich tónové kvality publikoval v časopisech Strad a Das Musikinstrument. Za svůj život postavil velké množství nástrojů. Přes 100 z nich lze slyšet v orchestrech i sólovém podání po celém světě.
Byl členem Kruhu umělců houslařů, měl také dobré vztahy s Českou Filharmonií a dlouhou dobu orchestr doprovázel po světě jako lékař. Spolupracoval také s významným dirigentem Václavem Neumannem.

## Chirurgická činnost
Alois Honěk významně přispěl k rozvoji chirurgie, a to nejen u nás. Po promoci nastoupil do nemocnice Na Bulovce, kde se zabýval začínající otevřenou léčbou zlomenin. Jako první u nás použil v roce 1942 Küntscherův hřeb, v roce 1958 provedl osteosyntézu krčku stehenní kosti pomocí zásuvného hřebu.
Za druhé světové války se jako narkotizér zúčastnil operace říšského protektora Reinharda Heydricha v nemocnici na Bulovce. Po válce pracoval sedm let jako primář a ředitel nemocnice v Karlových Varech. V roce 1954 začal působit opět v nemocnici Na Františku jako primář chirurgického oddělení. Působil zde 30 let v oboru traumatologie. V té době také působil jako lékař České filharmonie a filharmoniky doprovázel na zahraničních zájezdech po celém světě.